# Dekanat Bethel
Dekanat Bethel – jeden z ośmiu dekanatów diecezji Alaski Kościoła Prawosławnego w Ameryce.
Na terytorium dekanatu znajdują się następujące parafie:
- Parafia św. Hermana z Alaski w Atmautluak
- Parafia św. Zofii w Bethel
- Parafia św. Michała Archanioła w Eek
- Parafia Trójcy Świętej w Kasigluk
- Parafia św. Gabriela w Kongiganak
- Parafia św. Mikołaja w Kwethluk
- Parafia św. Michała w Kwigillingok
- Parafia św. Jakuba w Napaskiak
- Parafia Wprowadzenia Matki Bożej do Świątyni w Nunapitchuk
- Parafia św. Agafii w Tuntutuliak

Ponadto na terenie dekanatu działa placówka misyjna w Quinahak.